# 機山洋酒工業
機山洋酒工業（きざんようしゅこうぎょう、英: Kizan Winery）は、山梨県甲州市塩山三日市場にあるワインメーカーである。

## 概要
機山洋酒工業は、色々な果物が豊かに実る甲府盆地の北東に位置する甲州市塩山にある。創業は、1930年（昭和5年）、東山梨地区で栽培された自家ぶどう園の葡萄だけを使ったワイン造りを行ってをり、地域に根差した山梨のワインを造る、夫婦二人による家族経営のワイナリーである。ぶどう園の土地は、笛吹川がもたらした水はけの良い砂質土壌で成り立っており、豊かな果実味あふれるワインが生み出されている。約1ヘクタールの自家農園では、甲州種やブラッククイーンをはじめ、シャルドネ、メルロー、カベルネソービニオンなどの欧州系品種を栽培している。丁寧に良質の葡萄を育て、ワインとして最大限に表現する、高品質のワインを造り上げるため、海外の技術も取り入れながらワイン醸造に取り組んでいる。
最も特徴的なのは、「1000円クラスのワイン商品で勝負している家族経営のワイナリーであること」で、ほぼ1000円台の商品だけのラインナップなのである。土屋夫妻は、それぞれに一流酒造会社の研究員をしていた経歴をもつ醸造家で、その土屋夫妻が手塩にかけた自家栽培葡萄が使われている。日本のワイナリーにあって、価格構成も特異であるが、商品構成にも驚かされます。アイテム数が少なく、定番は6種類、そのすべてが辛口である。そして、栽培から醸造、販売まで殆ど土屋夫妻二人で運営していることである。外国産ワインと比較して割高感のあった国産ワイン、それに、日本の物価、人件費、地価などを考えると、相当厳密な計画に基づいた経営を行っているのだろうと想像できる。葡萄栽培の特徴は、垣根仕立で、レインカット方式を採用し、葡萄の収穫は一房ずつ手摘みで収穫していること、選果を厳しく行っているのだろう。

## 店舗情報

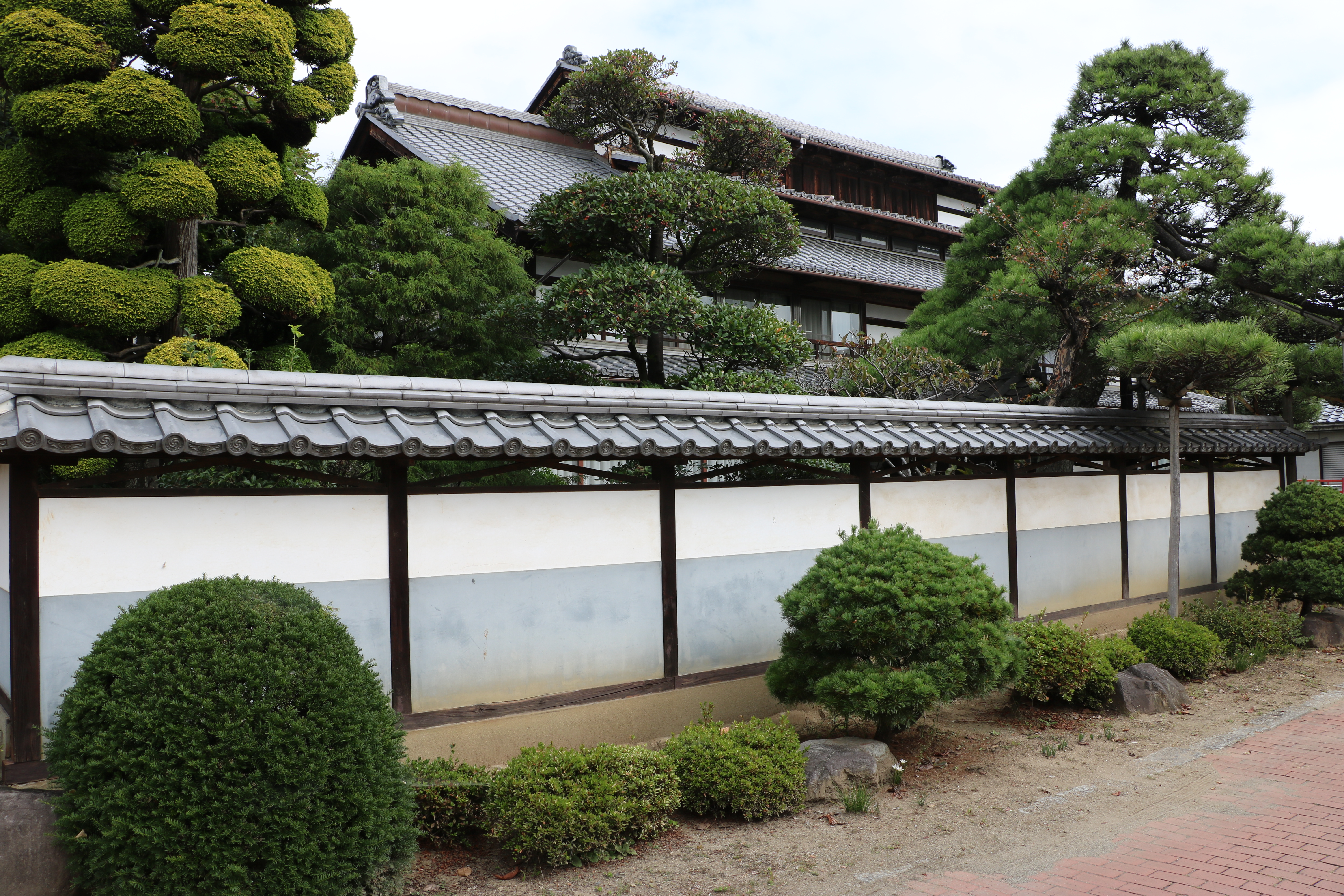
伝統的な甲州民家の機山洋酒工業社屋。2021年10月10日撮影。

- 所在地 - 山梨県甲州市塩山三日市場3313
- 代表者 - 土屋幸三
- 年間生産量 - 約3万本
- ぶどう畑 - 自社畑1.1ヘクタール、近隣農家畑[3]

## 利用情報
- 定休日・営業時間 - 不定休、午前9時-午後5時
- 試飲販売・売店 - 醸造期の9月-10月中旬休業
- 来店 - 事前連絡が必要[3]
- 駐車場 - 普通乗用車用5台

## 受賞歴
「日本ワイナリーアワード（Japan Winery Award）」
- 「第2回 日本ワイナリーアワード 2019」 - 五つ星獲得[5]
- 「第3回 日本ワイナリーアワード 2020」 - 五つ星獲得[6]
- 「第4回 日本ワイナリーアワード 2021」 - 五つ星獲得[7]
- 「第5回 日本ワイナリーアワード 2022」 - 五つ星獲得[8]
- 「第6回 日本ワイナリーアワード 2023」 - 五つ星獲得[9]

## 交通アクセス
- 鉄道 - JR中央線 塩山駅よりタクシー利用約15分
- 路線バス - 塩山駅より西沢渓谷行（山梨交通）乗車、天王宿停留所（10分）より徒歩約5分
- 乗用車 - 中央高速道路 - 勝沼インターチェンジより約20分、一宮御坂インターチェンジより約20分[10]